# 이리나 칼리니나
이리나 블라디미로브나 칼리니나(러시아어: Ири́на Влади́мировна Кали́нина, 1959년 2월 8일~)는 소련의 다이빙 선수이다. 1980년 하계 올림픽 여자 3m 스프링보드에서 금메달을 획득했다.

## 경력
1959년 펜자에서 태어났으며 1973년에 소련 다이빙 국가대표로 발탁되었다. 같은 해 9월에 베오그라드에서 열린 1973년 세계 선수권 대회 10m 플랫폼에서 동메달을 획득했다. 1976년 7월 몬트리올에서 열린 1976년 하계 올림픽 3m 스프링보드에서 7위를 기록했고 10m 플랫폼에서 4위에 올랐다. 
1978년 베를린에서 열린 1978년 세계 선수권 대회에서 2관왕에 올랐다. 1980년 펜자 대학교 산하 V.G. 벨린스키 교육학 연구소 체육학과를 졸업했으며 같은 해에 모스크바에서 열린 1980년 하계 올림픽 10m 플랫폼에서 금메달을 획득했다.
1984년에 현역에서 은퇴했으며 은퇴 후에는 코치로 활동했다. 다이빙 선수 출신인 발레리 바진과 결혼했으며 슬하에 딸 나데즈다를 두었다. 나데즈다도 부모의 뒤를 이어 다이빙 선수로 활동했다.